# Matanao
Matanao é um município de  segunda classe de renda municipal (d) na província Dávao do Sul, nas Filipinas. De acordo com o censo de 1 de maio  de  2020 possui uma população de 60 493 pessoas e 17 012 domicílios.